# Cao Đình Thưởng
Cao Đình Thưởng (sinh ngày 9 tháng 1 năm 1962) là một chính trị gia người Việt Nam. Ông hiện là đại biểu Quốc hội Việt Nam khóa XIV nhiệm kì 2016-2021, thuộc đoàn đại biểu Quốc hội tỉnh Phú Thọ, Phó Trưởng Đoàn chuyên trách Đoàn đại biểu Quốc hội tỉnh Phú Thọ, Ủy viên Ủy ban Văn hóa, Giáo dục, Thanh niên, Thiếu niên và Nhi đồng của Quốc hội. Ông lần đầu trúng cử đại biểu Quốc hội năm 2016 ở đơn vị bầu cử số 3, tỉnh Phú Thọ gồm có các huyện: Thanh Ba, Hạ Hòa, Cẩm Khê.

## Xuất thân
Cao Đình Thưởng quê quán ở xã Mạn Lạn, huyện Thanh Ba, tỉnh Phú Thọ.
Ông hiện cư trú ở tổ 62, Hợp Phương, phường Minh Phương, thành phố Việt Trì, tỉnh Phú Thọ.

## Giáo dục
- Giáo dục phổ thông: 10/10
- Cử nhân lịch sử
- Cử nhân lí luận chính trị

## Sự nghiệp
Ông gia nhập Đảng Cộng sản Việt Nam vào ngày 16/3/1987.
Ông từng là đại biểu hội đồng nhân dân huyện Thanh Ba nhiệm kỳ 2004-2011; tỉnh Phú Thọ nhiệm kỳ 2011-2016.
Khi lần đầu ứng cử đại biểu Quốc hội Việt Nam khóa XIV vào tháng 5 năm 2016 ông đang là Tỉnh ủy viên, Ủy viên
Đảng đoàn Hội đồng nhân dân tỉnh, Bí thư chi bộ Văn phòng Đoàn đại biểu Quốc hội và Hội đồng nhân dân tỉnh Phú Thọ, Ủy viên thường trực Hội đồng nhân dân tỉnh Phú Thọ, làm việc ở Văn phòng Hội đồng nhân dân tỉnh Phú Thọ, có bằng cử nhân lí luận chính trị.
Ông đã trúng cử đại biểu Quốc hội năm 2016 ở đơn vị bầu cử số 3, tỉnh Phú Thọ gồm có các huyện: Thanh Ba, Hạ Hòa, Cẩm Khê, được 199.065 phiếu, đạt tỷ lệ 74,21% số phiếu hợp lệ.
Ông hiện là Tỉnh ủy viên, Phó Trưởng Đoàn chuyên trách Đoàn đại biểu Quốc hội tỉnh Phú Thọ, Ủy viên Ủy ban Văn hóa, Giáo dục, Thanh niên, Thiếu niên và Nhi đồng của Quốc hội.
Ông đang làm việc ở Văn phòng Hội đồng nhân dân tỉnh Phú Thọ.